# Fahrdatenschreiber (Bahn)
Der Fahrdatenschreiber zeichnet die Zustandsparameter eines Zuges im Eisenbahnwesen auf. Die Einheit dient vorwiegend als Unfallspeicher, wird jedoch auch zur Optimierung des Bahnbetriebes genutzt. Er ist vergleichbar mit Flugschreibern bei Flugzeugen, umgangssprachlich Blackbox genannt.

## Geschichte
Bei der Eisenbahn wurden die ersten mechanischen Tachographen überhaupt eingeführt. Anfangs dienten sie allein der Geschwindigkeitsmessung, der Daniel-Tachometer für Lokomotiven ab 1844 hatte dabei keine Rundanzeige, sondern noch eine Pappscheibe mit Stift – ein Zentrifugalpendel bewirkte eine Anhebung des Stiftes und ein Uhrwerk drehte die Scheibe. Die Tachoscheiben konnten gesammelt werden, um Unregelmäßigkeiten im Zugverkehr zu erkennen. Eine wesentliche Verbesserung gelang Gustav Adolf Hasler, der ab 1887 einen eigenen Tachographen entwickelte und 1891 einen Wegmesser mit Papierband patentierte (ab 1920 unter dem Namen Teloc bekannt). Der Bandschreiber, auf dem Stifte liefen, wurde durch ein Uhrwerk angetrieben und verzeichnete neben dem Minuten- und dem Geschwindigkeitsdiagramm auch noch den Kesseldruck – der 12 m lange Registrierstreifen reichte dabei für etwa 2000 km. Mit einem Vermerk von Zugnummer und Strecke konnten diese nun gesammelt und in einer Zentralstelle auch zur Optimierung ausgewertet werden.

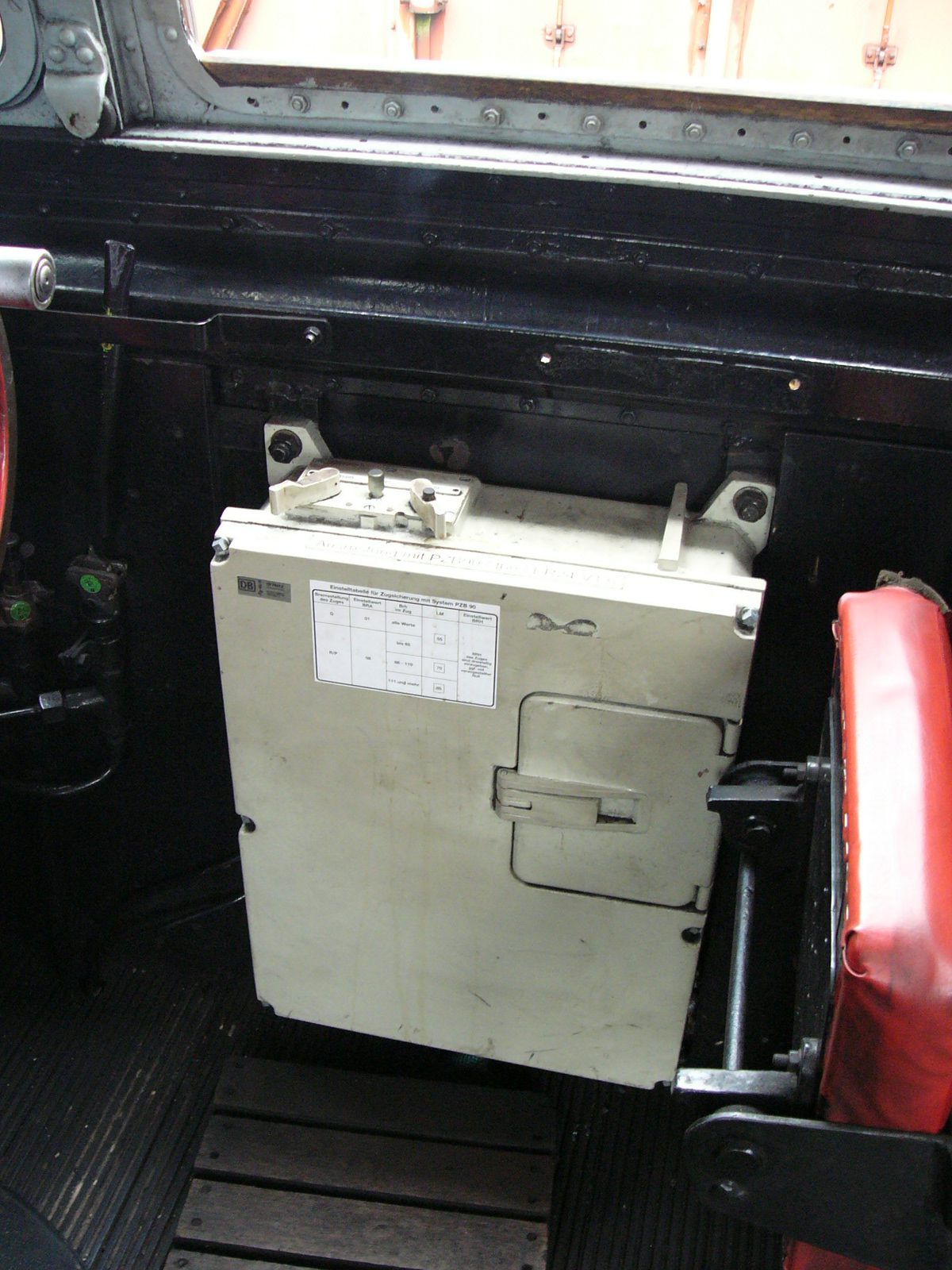
Indusi I60 ER24 Kontrollgerät

Mit dem Aufkommen von Zugsicherungssystemen wurden automatisierte Bremsungen ebenfalls aufgezeichnet. Dies erfolgte anfangs noch auf dem Papierstreifen der getrennten Geschwindigkeitsmess- und Registriereinrichtung (GMR). Bei der Überarbeitung I60R wurde ein Datenrekorder mit innenliegenden Papierrollen direkt am Indusi-Kontrollgerät ergänzt. Mit der Umstellung der Indusi auf die elektronische Punktförmige Zugbeeinflussung (PZB) ab 1984 wurde auch eine elektronische Registrierungsfunktion eingeführt. Die Aufzeichnung erfolgte nun auf eine mit Flash-Speichern ausgeführte elektronische Datenspeicherkassette. Statt der DSK10 mit seriellem Anschluss kommt nun auch die Variante DSK20 mit Anschluss an den MVB-Feldbus zum Einsatz.
Die elektronischen Datenspeicherkassetten werden im Rahmen der Wartung der Züge ausgelesen. Die Deutsche Bahn AG betreibt zur Auswertung der Rohdaten seiner Triebfahrzeuge eine Zentrale Auswertestelle für Fahrdatenaufzeichnungen (ZAS) im Bereich Sicherheitsmanagement Eisenbahnbetrieb (SBF) des Vorstandsressorts Digitalisierung und Technik in Nürnberg. In anderen privaten Eisenbahnverkehrsunternehmen ist es üblich, dass die Auslesung von Rohdaten durch die zu Instandhaltungsarbeiten an Zugsicherungsanlagen befähigten Mitarbeiter erfolgt und anschließend durch Mitarbeiter der Eisenbahnbetriebsleitung mittels zugehöriger Herstellersoftware ausgewertet werden. Festgestellte Vorkommnisse werden dann nach einem im Sicherheitsmanagementsystem des Eisenbahnverkehrsunternehmens festgelegten Prozess nachverfolgt.

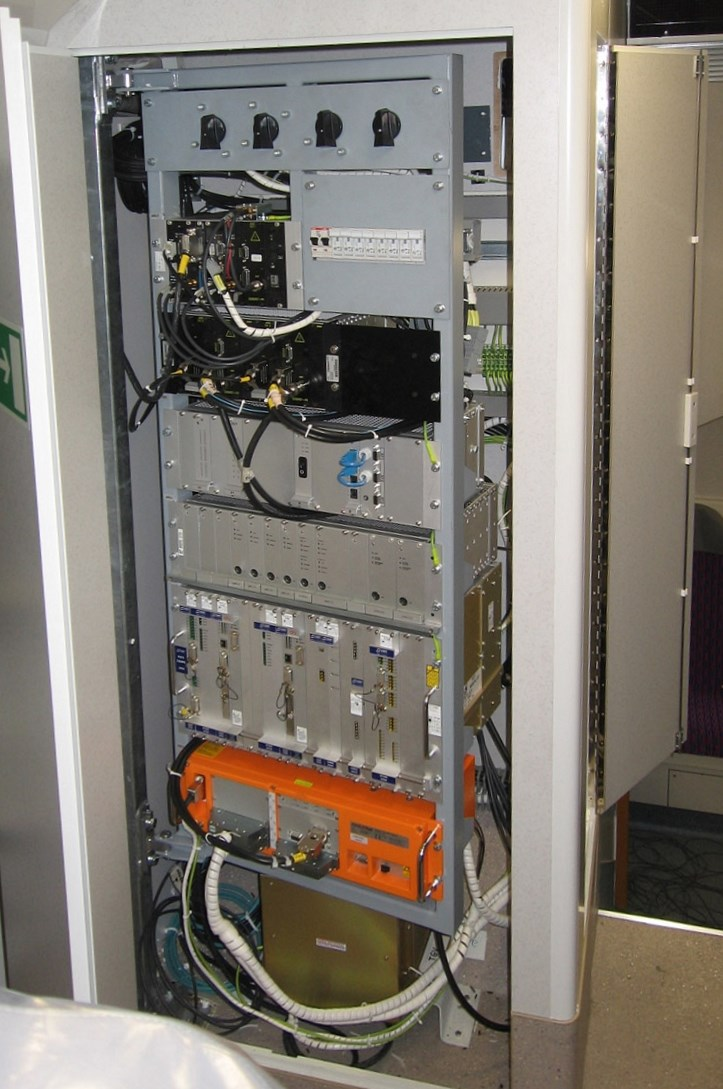
Juridical Recording (orange) Blackbox als Teil der ETCS-Ausrüstung

Auch andere Systeme zur Zugbeeinflussung haben vergleichbare Geräte. Im englischsprachigen Raum werden sie allgemein Train Event Recorder (Ereignisspeicher für Züge) genannt, eingebettet in einen On-Train Monitoring Recorder (OTMR) zur Überwachung des Zuggeschehens. Beim französischen KVB heißen sie ATESS (Acquisition et Traitement des Evénements de Sécurité en Statique), die ebenfalls durchgängig mit Flash-Speichern arbeiten.
Neben der Optimierung des Zugverkehrs stellen die Datenspeicher eine wertvolle Information bei der Rekonstruktion von Unfällen bei Eisenbahnen dar. Das Format der Datenspeicherung ist dabei im Wesentlichen auf nationaler Ebene standardisiert, siehe IEEE Std. 1482.1-1999, FRA 49 CFR Part 229, IEC 62625-1. Die Ringspeicher der PZB DSK verzeichnen dabei etwa 5.000 bis 15.000 km und bei neueren Geräten etwa 30.000 km mit allgemeinen Zustandsdaten im „Betriebsdatenspeicher“ und detaillierte Ereignisdaten der letzten 50 bis 90 km im „Kurzwegspeicher“, die insbesondere bei der Erkundung von Fehlerzuständen helfen (der Kurzwegspeicher ist nach Vorschrift nach einem Unfall zu sperren, erst bei neueren Modellen erfolgt dies automatisch).
Im Bereich ETCS/ERTMS existiert eine Spezifikation im Subset-027 zum Juridical Recording im Sinne der Unfalldatenspeicherung, die von den Herstellern durch eine Juridical Recording Unit (JRU) bereitgestellt wird, die neben den Ereignissen des ETCS-Hauptrechners (European Vital Computer, EVC) auch die Signale der Class-B-Systeme speichert. Im Vordergrund steht hierbei die Fälschungssicherheit des Datenspeichers. Neben allen externen Ereignisse wie erkannten Eurobalisen und internen Ereignissen wie betätigte Bremsen, wird mindestens alle fünf Sekunden eine allgemeine Zustandsinformation gespeichert (mit Zeitstempel, Zugposition, Geschwindigkeit, Betriebssystemversion, ETCS-Level und -Modus). Die aufgezeichneten Daten gehen erheblich über den zur Unfallermittlung benötigten Umfang hinaus und helfen auch beim Debugging des EVC. Die spezifikationsgemäße Aufzeichnung der Geschwindigkeit in 5-Sekunden-Schritten hat sich in der Praxis für Unfalluntersuchungen als zu grob erwiesen. Deshalb verfügt die JRU in der Regel über einen gesonderten Abgriff der Fahrzeuggeschwindigkeit und zeichnet die vom EVC gemeldete Geschwindigkeit nur zusätzlich auf.
Auch in Nordamerika gab es magnetische Datenspeicher. Da diese recht anfällig sind (trotz hoher Anforderungen an Unempfindlichkeit gegen Magnetfelder und Hitze), wurden sie ausrangiert. Die neue „Final Rule 49 CFR Part 229“ (überarbeitet am 30. Juni 2005) erlaubte eine Übergangsperiode bis 2009 und anschließend noch vier Jahre zum Austausch bei alten Lokomotiven. Insgesamt müssen in Nordamerika (Kanada, USA, Mexiko) alle Züge mit mehr als 30 mph (50 km/h) einen Ereignisspeicher haben (ausgenommen Pendlerzüge auf eigenen Gleisen). Im Gegensatz zu anderen Ländern müssen die Datenspeicher noch mindestens 48 Stunden Ereignisse nach einem Unfall aufnehmen können, damit die beteiligten Lokomotiven noch bei der Bergung eingesetzt werden können, bis sie für weitere Untersuchungen abgestellt werden.

## Sicherheitsvorschriften
In Europa werden die Anforderungen an den Bau und den Betrieb von Fahrdatenschreibern grundsätzlich über die technischen Spezifikationen für die Interoperabilität (TSI) definiert. Insbesondere ist die TSI LOC & PAS, Verordnung (EU) Nr. 1302/2014, sowie die TSI OPE, Durchführungsverordnung (EU) 2019/773, maßgeblich. Nachgelagert gelten insbesondere an die konstruktive Auslegung des Fahrdatenschreibers die Anforderungen der Norm DIN EN 62625-1.

## Beschreibung ausgewählter deutscher Bauformen

### Schreibstreifen-gestützte Registrierung bei Altbauarten
Bei der Indusi I54 reichte der Schreibstreifen aus Transparentpapier mit seiner Länge von 25 m für etwa 2500 km Fahrtstrecke. Diamant-Schreibspitzen ritzten die Aufzeichnungen in das Papier ein. Aufgezeichnet wurden: 2000 Hz-, 1000 Hz- und 500 Hz-Beeinflussungen, Bedienung der Tasten Wachsam, Frei und Befehl, die Betriebsbereitschaft der Indusi-Anlage sowie die Geschwindigkeit über Weg.
Bei der Indusi I60 wurde die Darstellung stärker komprimiert. Der Schreibstreifen aus Metallpapier wurde mittels Kurzschlusselektroden beschrieben, mit denen die Metallbeschichtung weggebrannt wurde. Das Schriftbild war damit schärfer als bei der I54. Er hatte bei 45 m Länge eine Reichweite von bis zu 9000 km. Da bei der I60 die PZB-Zugart nicht mehr hartverdrahtet war, wurde nun auch die eingestellte Zugart aufgezeichnet, ferner zwei neue Linien um Zwangsbremsungen wegen Geschwindigkeitsüberschreitung bei angehängten und 500 Hz-Geschwindigkeitsprüfungen besser der Ursache zuordnen zu können.
Schreibstreifen-gestützte Registrierungen sind nicht manipulationssicher. So ist es zum Beispiel möglich, eine Zwangsbremsung nachträglich durch Vortäuschung eines Papierstaus zu vertuschen.

### DSK 10
Einige Fahrzeuge besitzen als austauschbares Speichermedium eine Datenspeicherkassette (DSK) zur Aufzeichnung der elektronischen Fahrtenregistrierung (EFR). Die DSK 10 wird bei PZB90-Anlagen westdeutscher Abstammung sowie LZB-Anlagen ohne MVB eingesetzt. Sie ist ein eingebettetes System, dessen wesentlicher Bestandteil ein batteriegepufferter digitaler Ringspeicher von entweder 512 kB (30.000 km Reichweite) oder 1024 kB (60.000 km Reichweite) ist. Der Speicher ist segmentiert in einen Betriebsspeicher, Kurzwegspeicher und Fehlerspeicher. Sowohl Kurzweg- als auch Betriebsspeicher zeichnen die am Zugdateneinsteller eingegebenen Daten mit Datum und Uhrzeit auf: Personalnummer des Triebfahrzeugführers, Zugnummer, PZB-Zugart, Bremsart und Bremshundertstel. Im Betrieb werden PZB-Ereignisse (Beeinflussungen, PZB-Tastenbedienungen), Unterschreiten der Schnellbremsschwelle beim Hauptluftleitungsdruck, Fahrtbeginn und Fahrtende mit Zeitstempel aufgezeichnet. Der wesentliche Unterschied zwischen Kurzweg- und Betriebsspeicher liegt in der Geschwindigkeitsaufzeichnung. Während im Kurzwegspeicher fortlaufend je nach Geschwindigkeit in 5 bis 20 m-Schritten aufgezeichnet wird, wird im Betriebsspeicher nur in 5 bis 100 m-Schritten aufgezeichnet. Zur weiteren Komprimierung werden im Betriebsspeicher die Wegstrecken aufaddiert, solange sich die Geschwindigkeit nicht um mindestens 3 km/h geändert hat. Im Betriebsspeicher wird nach dem Auslesen ein Marker gesetzt, um beim nächsten Mal die bereits ausgelesenen Daten nicht ein zweites Mal auszulesen.

### DSK 20
Die DSK 20 wird eingesetzt bei LZB-Anlagen mit MVB. Sie ist eine COTS-PCMCIA-Speicherkarte mit zumeist 40 MB Kapazität. Die Intelligenz sitzt bei dieser Bauform im DSK-Gateway. Die Aufgabe des Gateways wird entweder vom Zentralsteuergerät (ZSG) des Triebfahrzeugs mit übernommen oder vom Rechner der Modularen Führerraumanzeige. Das Gateway nimmt aus dem Triebfahrzeug die aufzuzeichnenden Daten entgegen und schreibt sie auf die DSK. Dabei ist frei konfigurierbar, welche Daten zusätzlich zu Daten der Zugbeeinflussungsanlage aufgezeichnet werden. Denkbar ist zum Beispiel, dass das ZSG die Bedienung weiterer Führerstandselemente auf der DSK protokollieren lässt.